# Leon III de Abjasia
Leon III (en georgiano: ლეონ III) fue rey de Abjasia de 957 hasta 967. Fue el segundo hijo  y sucesor de Jorge II de la dinastía Achba.

## Vida
Sucedió en 926 como virrey de Kartli a su hermano mayor Constantino, que fue cegado y castrado por su padre después de protagonizar una rebelión fallida. Jorge lanzó para hacer campaña contra la principalidad oriental georgiana de Kajetia, cuyo gobernante Kvirike II también pretendía porciones de Kartli. Jorge y Leon contaban con el apoyo de su cuñado, el príncipe Shurta, que era también hermano natural de Kvirike, quien cedió la fortaleza de Ujarma a los abjasios. Kvirike fue vencido y encarcelado, y liberó solo después de que hubiera jurado vasallaje. 

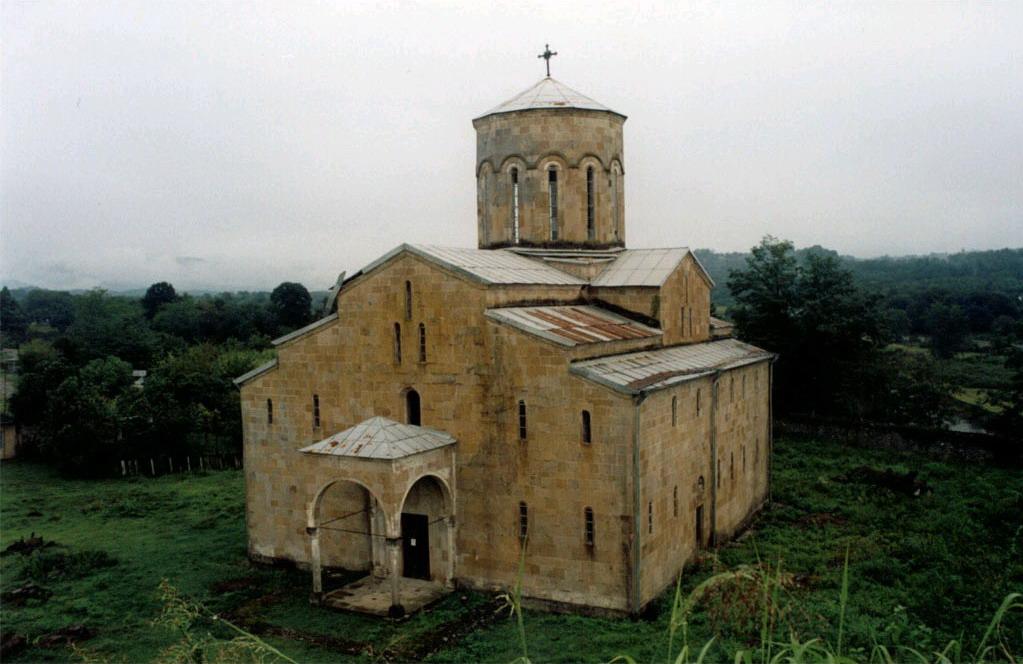
Mokvi La catedral construida en, durante el reinado de King Leon III de Abkhazia

Pronto Kvirike regresó a la ofensiva e incitó también la rebelión en Kartli. En 957, Jorge envió un gran ejército bajo su hijo, Leon, pero la muerte del rey hizo retornar la expedición, y Leon tuvo que hacer las paces con Kvirike acabando su campaña inconclusivamente. Kvirike fue forzado a casar a su hijo David, con la hija de Leon.  Desafortunadamente, la paz no duró mucho tiempo, ya que la princesa murió pronto y la desconfianza regresó entre los dos partidos. Leon atacó Kajetia otra vez y saqueó Mukhnari, Kherki y Bazaleti; En este último sitio cayó enfermo y murió en 967. Fue sucedido por su hermano Demetrio III de Abjasia.
En 964 Leon III extendió su influencia a Javakheti, durante su reinado se construyó la catedral de Kumurdo.

## Familia
Leon casó casado una princesa desconocida:

### Descendencia
- Hija anónima, quien casa David de Kakheti.